# Ödlevargfisk
Ödlevargfisk (Alepisaurus ferox) är en fiskart som beskrevs av Lowe, 1833. Ödlevargfisk ingår i släktet Alepisaurus och familjen Alepisauridae. Inga underarter finns listade i Catalogue of Life.
Denna fisk förekommer i tempererade och tropiska hav över hela världen. Den dyker till ett djup av 1830 meter. Äldre exemplar uppsöker ofta utbredningsområdets norra och södra gräns för att leta efter föda. Födan utgörs av andra fiskar, kräftdjur och bläckfiskar. Ibland äts exemplar av samma art.
Några exemplar hamnar som bifångst i fiskenät. Arten har en stor utbredning. IUCN kategoriserar den globalt som livskraftig.

## Bildgalleri

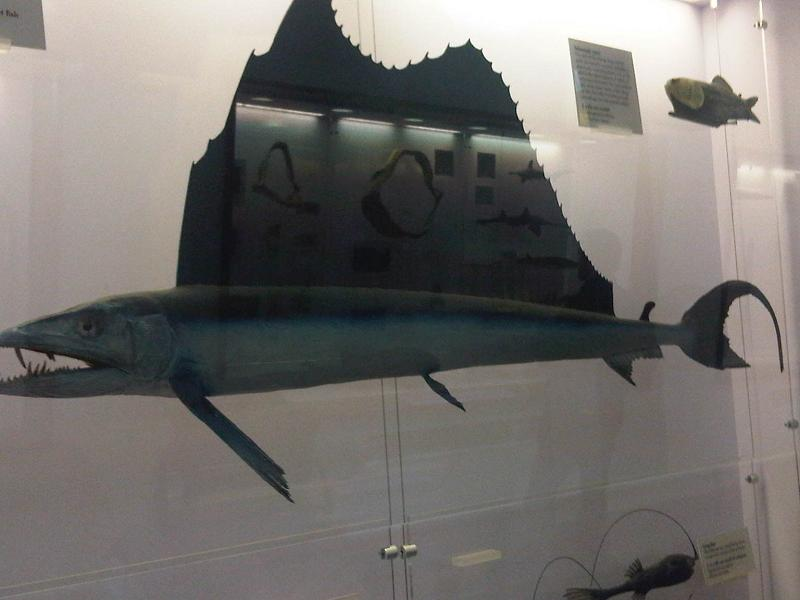
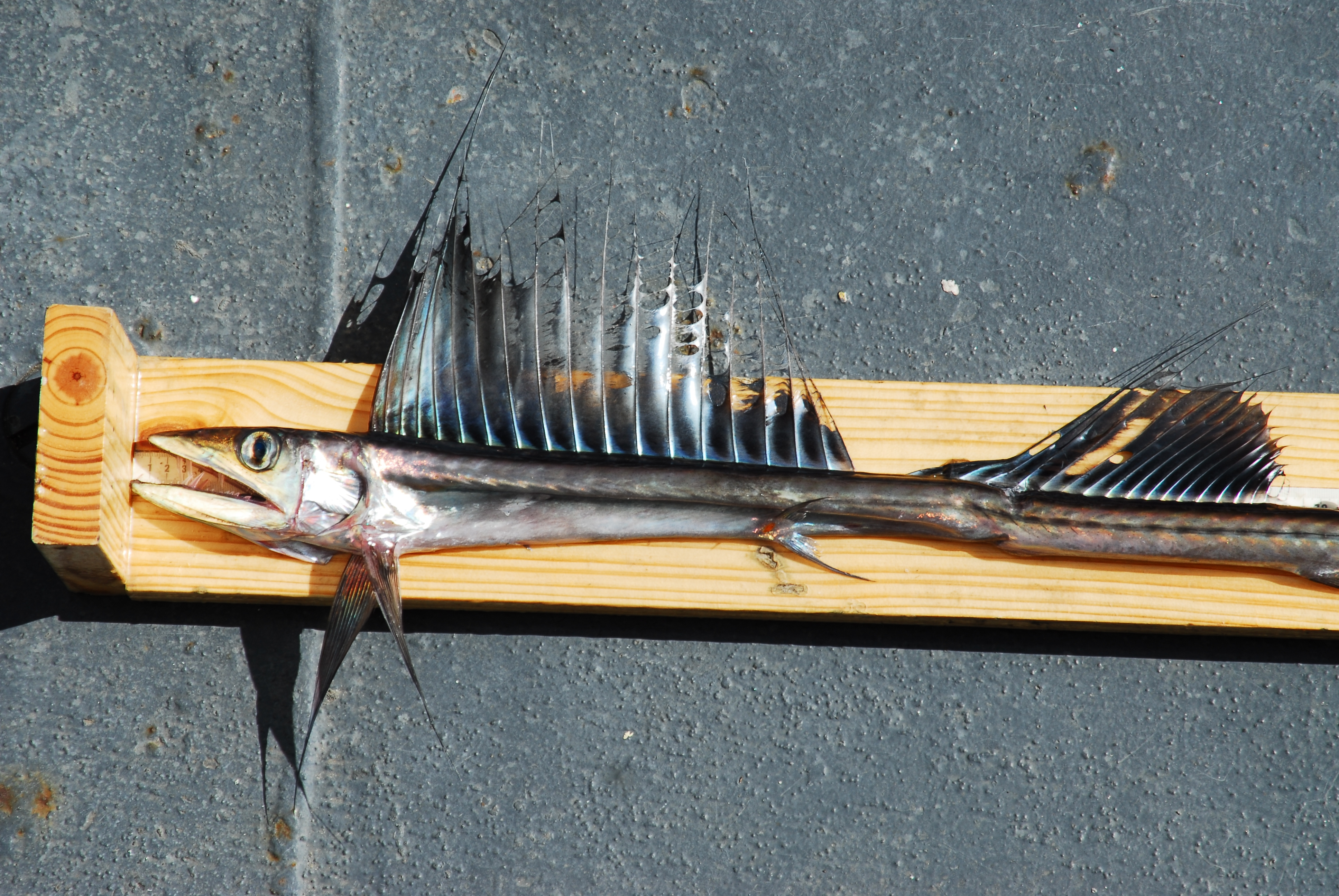
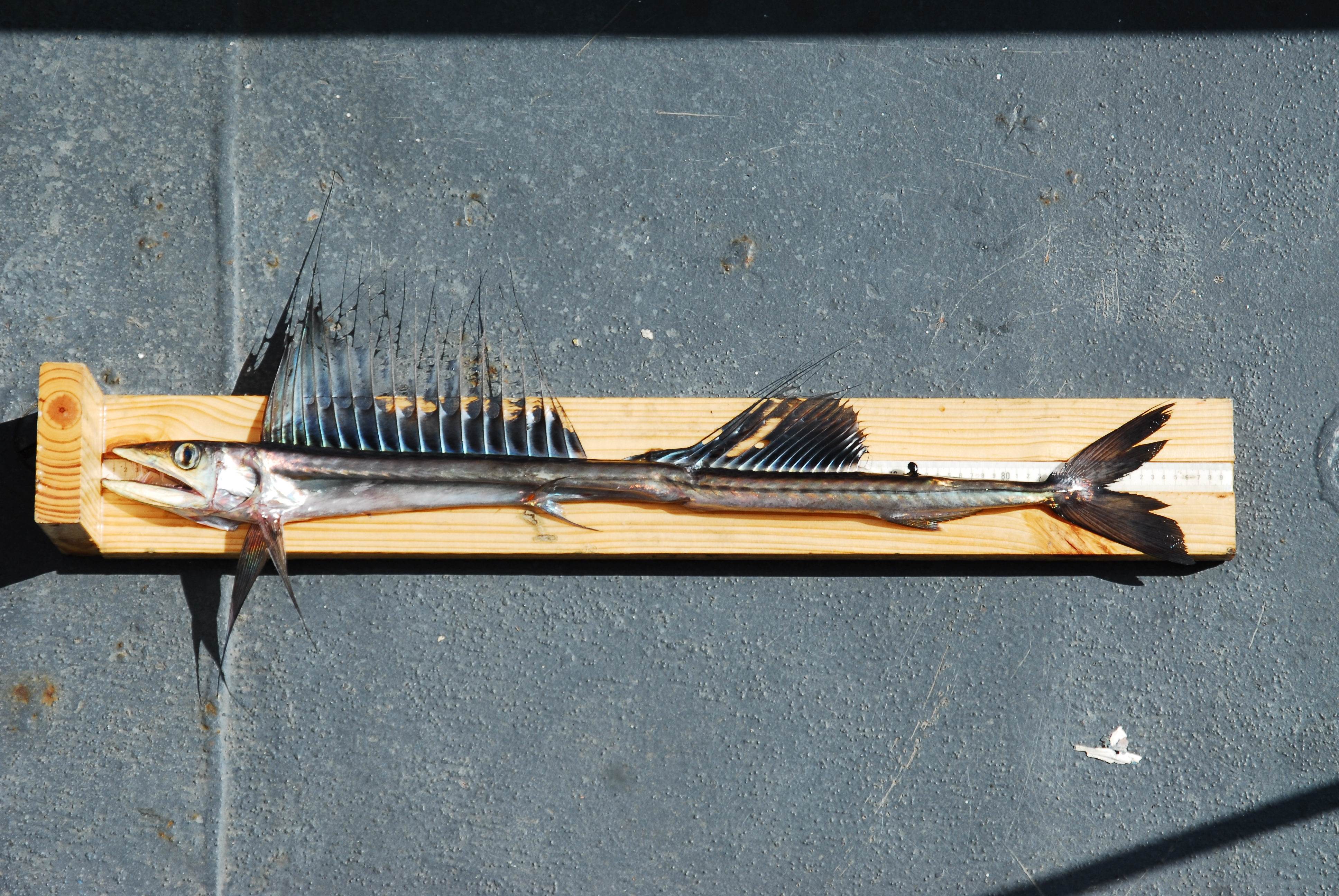
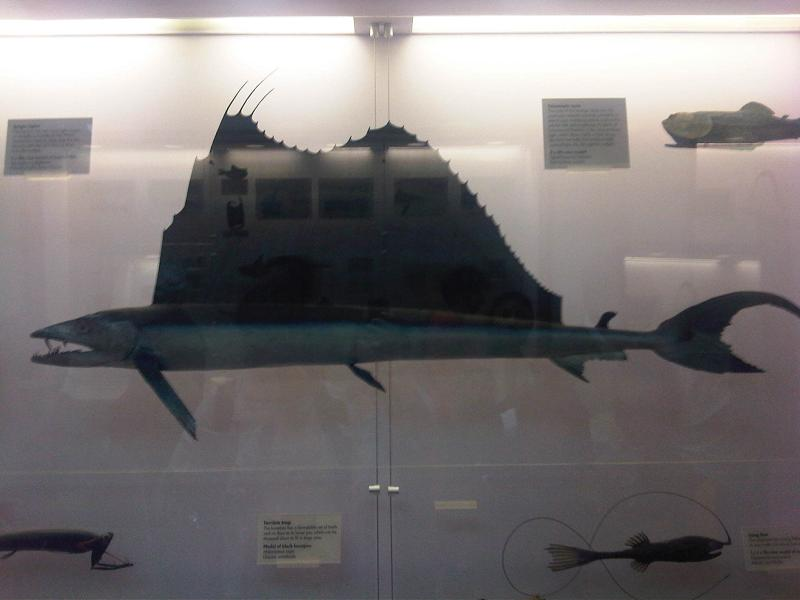
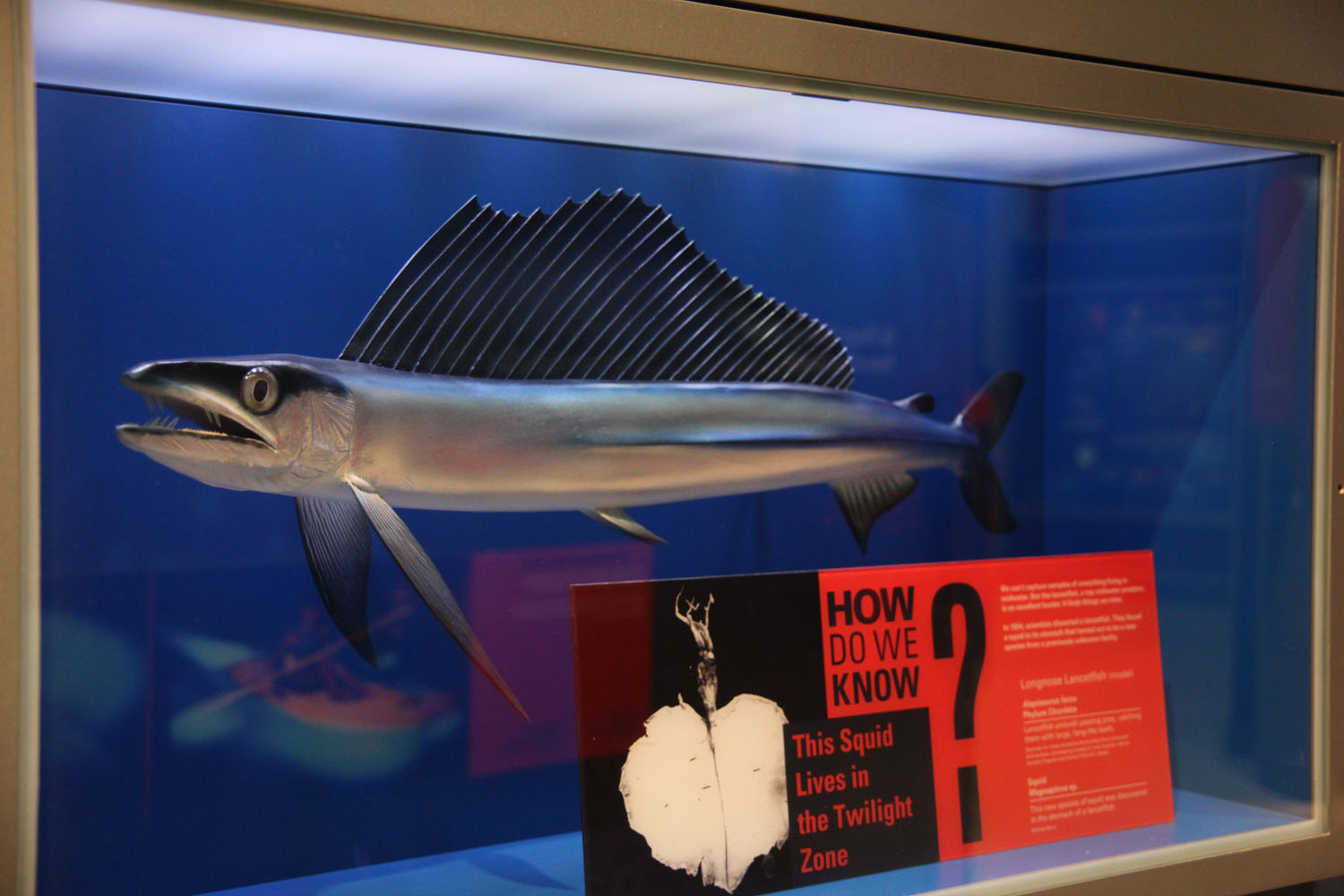
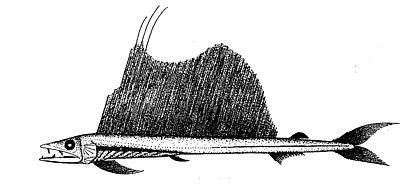